# 山梨県道408号甲斐上野停車場線
山梨県道408号甲斐上野停車場線（やまなしけんどう408ごう かいうえのていしゃじょうせん）は、山梨県西八代郡市川三郷町を起点・終点とする一般県道である。

## 概要

### 路線データ
- 起点：山梨県西八代郡市川三郷町上野（身延線甲斐上野駅）
- 終点：山梨県西八代郡市川三郷町上野（甲斐上野駅入口交差点＝山梨県道3号甲府市川三郷線交点）

## 通過する自治体
- 山梨県西八代郡市川三郷町

## 交差・接続する道路
- 山梨県道3号甲府市川三郷線（西八代郡市川三郷町上野・甲斐上野駅入口交差点）

## 周辺
- 上野郵便局